# Куртујушу Маре (Марамуреш)
Куртујушу Маре (рум. Curtuiușu Mare) насеље је у Румунији у округу Марамуреш у општини Ваља Киоарулуј. Oпштина се налази на надморској висини од 321 m.

## Становништво
Према подацима из 2002. године у насељу је живело 338 становника, од којих су сви румунске националности.